# Sybra nubila
Sybra nubila là một loài bọ cánh cứng trong họ Cerambycidae.